# Leucodon maritimus
Leucodon maritimus là một loài Rêu trong họ Leucodontaceae. Loài này được (Hook.) Wijk & Margad. mô tả khoa học đầu tiên năm 1960.